# Коњичко дрворезбарство
Коњичко дрворезбарство је уметнички занат са дугом традицијом у општини Коњиц. Резбарење дрвета укључује намештај, ентеријер и мале украсне предмете и истичу се својим препознатљивим ручно исклесаним мотивима.
Резбарење дрвета је саставни део културе локалне заједнице, мерило лепоте и пријатности ентеријера у кући и традиције која ствара осјећај заједнице и припадности. То је занат који практикују различите етничке и конфесионалне групе, а који служи као инструмент дијалога и сарадње и игра врло важну улогу на нивоу заједнице у Коњицу
Занат је широко распрострањен међу становницима Коњица, и као занимање и као хоби. Главни носиоци су обучене занатлије које раде у тесарским радионицама а подједнако су важни и носиоци заната који раде код куће у породичним радионицама. 
Власници породичних радионица за резбарења дрвета најодговорнији су за заштиту елемента, обуку ученика за резбарење дрва и популаризацију заната. Знање и вештине преносе се пре свега кроз обуку нових почетника на резбарењу дрвета: на радним месту, у вежбаоницама, као и путем међугенерацијског преноса унутар породице.

## Историја
Вештину резбарења дрвета на коњичко подручје, односно горњи ток реке Неретве (од Бијеле до Грушке), донели су досељеници земљорадници – дрворезбари из Херцеговине. Њихово средиште су била села Грушка, Рибари, Чичево и Бијела.
У периоду Аустроугарске управе, државни чиновници, вршећи административне послове по коњичким селима, запазили су надарене резбаре у селу Бијела, чији су производи примитивног израза, али се тим производима се не може да порекне вредност, јер сведоче о великом таленту.
Путописац Хеинрих Ренер у Коњицу је боравио је два пута, током 1885. и 1895. године, и о Коњицу, односно коњичком дрворезбарству записао:
Почетком 1906. године у Коњицу је почео и први дуборезбарски курс, а 1911. године, званично је регистрована и радионица за обучавање дрворезбара. Образовани столари обично су отварали своје столарске радионице.
У 1937. помиње се да је остало само пет резбара.

## Номинација за нематеријалну културну баштину
Резбарење дрвета у Коњицу уврштено је на Прелиминарни отворени списак нематеријалне културне баштине 2012. године од стране Федералног министарства културе и спорта.
Процес номиновања за коњичку дрвену производњу почео је 2014. године, у сарадњи са Федералним министарством културе и спорта и локалном заједницом у Коњицу, која наслеђује овај елемент.
2017. године Коњичко дрворезбарство уврштено је на УНЕСЦО ов Репрезентативни списак нематеријалне културне баштине човечанства.